# Extrapyramidalmotorisches System
Das Extrapyramidalmotorische System (EPMS) oder kurz Extrapyramidales System (EPS) ist ein neuroanatomisches und -physiologisches Konzept, in dem sich alle Steuerungsvorgänge der Bewegung (Motorik) wiederfinden, die nicht über die Pyramidenbahn des pyramidalen Systems verlaufen. 
Dieses Konzept ist nur bei Primaten, insbesondere beim Menschen sinnvoll, da das pyramidale System nur bei ihnen eine hohe Bedeutung und eine gewisse Dominanz in der Bewegungskontrolle hat. Bei anderen Säugetieren ist praktisch die gesamte motorische Steuerung extrapyramidal. Die übrigen Wirbeltiere besitzen schließlich überhaupt kein pyramidales System.
Eine klare funktionelle Trennung zwischen pyramidalem und extrapyramidalem System existiert eigentlich nicht. Daher wird immer wieder gefordert, dieses Konzept zu verwerfen. Die Unterscheidung ist jedoch zum Verständnis von neurologischen Krankheitsbildern hilfreich.

## Aufbau und Funktion
Das Extrapyramidalmotorische System hat seinen Ursprung sowohl im motorischen Cortex (Brodmann-Areale 6 und 8 = Areae extrapyramidales) als auch in zahlreichen anderen Kerngebieten des Gehirns. Sein wichtigster Bestandteil sind die Basalganglien. Es steuert vornehmlich die gröber erscheinenden Bewegungsabläufe vor allem der Rumpf- (tonische Halte- und Stützmotorik) und proximalen Extremitätenmuskulatur (sog. Massenbewegungen) und stellt damit die Grundlage für die pyramidal verschaltete Feinmotorik dar. Weiterhin beeinflusst das EPS stark den Muskeltonus (rubrospinale Bahnen) und sorgt zudem durch die Verschaltung u. a. mit dem Kleinhirn, dem optischen Reflexzentrum und den Gleichgewichtskernen für die Harmonie der Bewegungen und Korrektur der Körperhaltung. 
Die Darstellung des EPS als efferentes System ausschließlich der unwillkürlichen, groben Stütz- und Haltebewegungen, das dem pyramidalen System gegenübergestellt wird, gilt als nicht zutreffend und obsolet. Die beiden Systeme sind als synergistisch anzusehen.
Das Extrapyramidalmotorische System ist polysynaptisch, hat also immer mehrere Umschaltstellen (Synapsen). Die Umschaltung erfolgt in den Kernen zahlreicher Gehirnabschnitte. Die wichtigsten Stationen im extrapyramidalen System sind der Nucleus ruber und die Formatio reticularis, da nur diese direkt zum oberen (ersten/zentralen) Motoneuron ziehen. Wichtigster Neurotransmitter des EPS ist Dopamin.

## Schäden des extrapyramidalen Systems
Beim Menschen sind Schädigungen des EPS vorwiegend durch den Wegfall der hemmenden (inhibitorischen) Einflüsse auf das obere Motoneuron (UMN) gekennzeichnet (Extrapyramidales Syndrom oder auch Extrapyramidalmotorisches Syndrom (EPMS)). Dadurch kommt es zu Erkrankungen mit stark gesteigerten Bewegungsabläufen wie bei Chorea Huntington oder stark gehemmten Bewegungsabläufen wie bei Morbus Parkinson. Außerdem können bei EPS-Schäden Reflexe aufgrund der fehlenden Hemmwirkung inhibitorischer Interneurone auf das UMN gesteigert sein (Hyperreflexie). Bei Nicht-Primaten treten meist Hemiparesen mit gestörten Haltungs- und Stellungsreaktionen auf. Liegt der Schaden jedoch vor dem Nucleus ruber, treten kaum Bewegungsstörungen auf.
Eine Rückenmarksverletzung mit Querschnittlähmung zieht meist auch eine Schädigung der extrapyramidalen Bahnen im Rückenmark nach sich. Da gleichzeitig die pyramidalen Bahnen beeinträchtigt sind, kommen am Muskel keine beruhigenden Impulse mehr an, und der Tonus bzw. der den Tonus verstärkende Reflexbogen vom Rückenmark kann sich durchsetzen. Folge ist häufig eine Spastik.

## Störungen des extrapyramidalen Systems
Zu den Störungen etwa durch Arzneistoffe wie zum Beispiel Neuroleptika zählen das Extrapyramidale Syndrom, insbesondere die Extrapyramidale Hyperkinesie und Hypokinese.